# Hôtel Pax
L'hôtel Pax, situé avenue de la Gare à Annemasse (Haute-Savoie), est un lieu de détention, de tortures et d'exécutions sommaires pendant la Seconde Guerre mondiale. Occupé par la Gestapo du 8 septembre 1943 au 18 août 1944, Klaus Barbie y conduit des interrogatoires lors de ses passages dans la région.
L'hôtel (actuellement dénommé « Oskar Hôtel ») est situé au numéro 22 de l'avenue de la Gare ; les hangars qui servaient de lieu de détention, au numéro 21, ont été détruits. La ville d'Annemasse a acquis le bâtiment qui servait d'annexe à l'hôtel, situé devant l'ancienne prison et a annoncé son intention d'y créer un espace de mémoire qui prendra le nom de Maison des Mémoires à l'automne 2025.

## Histoire
Au début du mois de janvier 1943, les douaniers italiens accompagnant la 5ème division alpine "Pusteria" (it) logent dans l'hôtel. En juin 1943, la cave de l'entrepôt de bonneterie en gros situé derrière l'annexe de l'hôtel est réquisitionné par les carabiniers italiens, afin d'y enfermer des prisonniers politiques. Les troupes allemandes succèdent à celles des italiens en septembre 1943. Les hommes de la 9e compagnie du 3e bataillon du 28e SS Polizei Regiment « Todt » investissent la prison et la Gestapo fait de l'hôtel son quartier général à Annemasse.
Immédiatement une grande rafle est organisée, qui remplit la prison du Pax. La terreur commence. Constatant que les personnes incarcérées sont parquées à plus de 20 dans une cave froide et humide, le maire d'Annemasse Jean Deffaugt obtient de faire aménager l'entrepôt en dix grandes cellules et un cachot.
Jusqu'à la fin de la guerre, plus de 1 500 personnes de douze nationalités différentes passeront par la prison du Pax, surtout des Juifs. Près de 500, transférés ensuite à Annecy, à Lyon ou ailleurs, ont disparu sans laisser de trace.
Avant la démolition des cellules, la population annemassienne a rendu hommage aux six Français lâchement assassinés par la Gestapo et aux 1 500 personnes emprisonnées en posant le 18 février 1945, une plaque commémorative en leur mémoire sur la façade du bâtiment, 21 avenue de la Gare.

## La Plaque commémorative
Sur la façade du bâtiment une plaque commémorative de marbre noir rappelle :

« FRANÇAIS SOUVENEZ-VOUS
Dans ce bâtiment, 1 500 personnes ont été emprisonnées pendant l'occupation italienne du 3 janvier 1943 au 7 septembre 1943 et l'occupation allemande du 11 septembre 1943 au 18 août 1944. Ici la Gestapo a torturé un grand nombre de détenus et a lâchement assassiné les 7 décembre 1943 et 29 janvier 1944 :
PELLET Gustave, 48 ans de Ville-en-Sallaz,
CHAPPUIS André, 48 ans, de Machilly,
GOUFFI Adrien, 29 ans, de Viuz-en-Sallaz,
VIOLLET Fernand, 25 ans, de Saint-Pierre-de-Rumilly,
JENATTON Fernand, 23 ans d'Ambilly,
JENATTON Louise, 23 ans d'Ambilly.
HOMMAGE de la ville d'Annemasse à ces martyrs
Deffaugt Jean. maire »

- Ledit Viollet se prénommait Louis et non Fernand ; il est le seul parmi les six mentionnés à décéder le 29 janvier 1944[5].
- Les cinq autres ont été abattus le 7 décembre 1943, par un SS dans la cellule no 6 de la prison ; ceci immédiatement après un attentat à la grenade visant l'entrée principale de l'annexe de l'hôtel[6],[7].

## Personnel lié à la prison
- Appartenant à la 9e compagnie du 3e bataillon du 28e SS-Polizei Regiment « Todt » (Orpo) :
  - Hauptmann der Schutzpolizei et SS- Hauptsturmführer (capitaine) Johannes Lottman, responsable entre autres du massacre d'Habère-Lullin[8],[9],[10],[11] ;
  - Oberleutnant der Schutzpolizei (lieutenant de police) Wronsky, chef de la prison[12] ;
  - Dhorst.
- À partir de mars 1944, des hommes de la 2e compagnie du 1er bataillon du 19e SS-Polizei-Regiment (Orpo) commandés par le Hautmann der Schutzpolizei (capitaine) Guth[13].
- Appartenant à la Gestapo ou au SD :
  - SS-Obersturmführer Herberg[6] ou Alex Waldmann (lieutenant)[7] ;
  - SS-Hauptscharführer Kurt Meyer (adjudant), chef du SD d'Annemasse[14] ;
  - Mansholt, qualifié de « bourreau », subalterne de Meyer[15] ;
  - Pinck, subalterne de Meyer, chauffeur[16].

## Klaus Barbie et l'hôtel Pax
Klaus Barbie est très actif du côté savoyard de la frontière franco-suisse, lieu de passage de clandestins vers la Suisse. Accompagné de son interprète Gottlieb Fuchs, il conduit des interrogatoires accompagnés d'actes de torture à l'hôtel Pax.

## Personnalités détenues à l'hôtel Pax

### Mila Racine et Roland Epstein (octobre 1943)

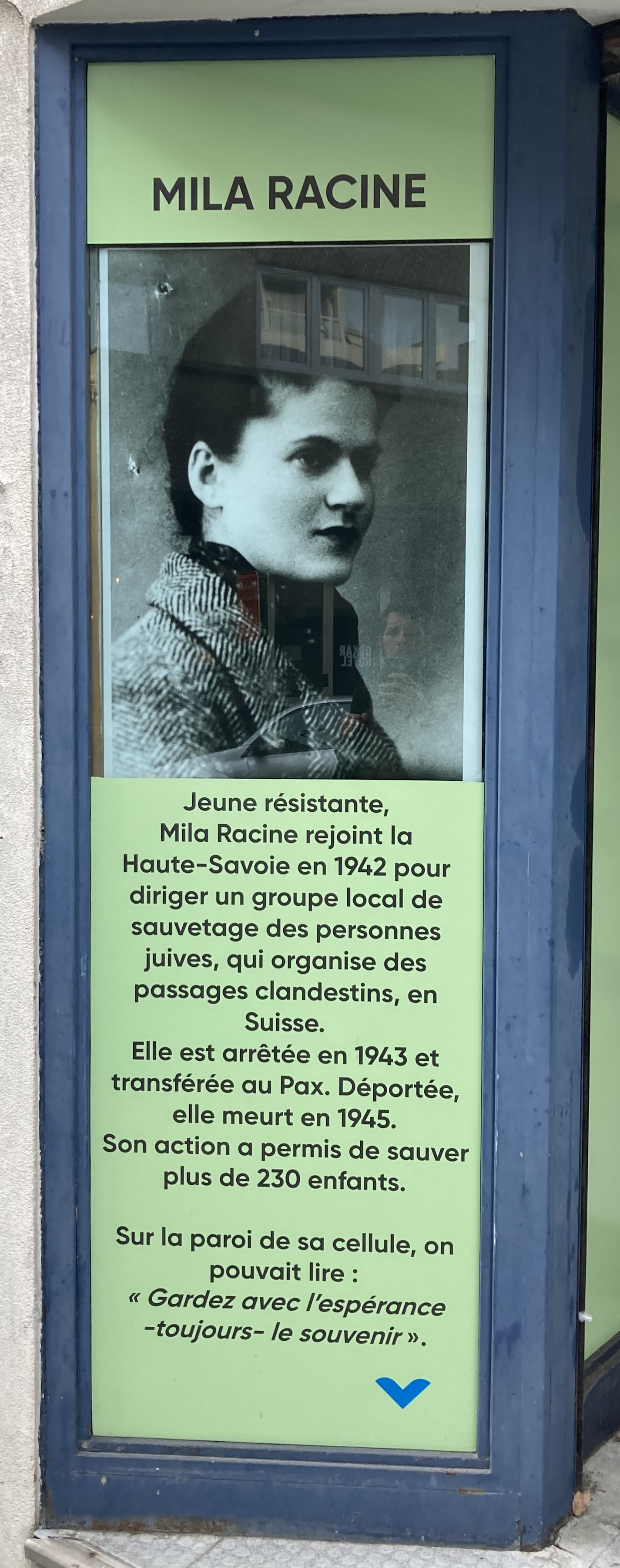
Biographie de Mila Racine sur la façade de la future Maison des Mémoires d'Annemasse.

En 1943, Mila Racine a 24 ans. Elle fait partie du réseau MJS, "Éducation Physique". Le 21 octobre, elle conduit, avec Roland Epstein, un convoi difficile : des enfants, un couple de personnes âgées, une jeune maman avec un bébé et un autre couple avec un enfant en bas âge. Ils sont surpris par des chiens policiers. Coup de feu. Une femme est tuée, une autre blessée.
Mila et Roland ne veulent à aucun prix abandonner ceux dont ils ont la charge. Tous sont arrêtés et emmenés à l’hôtel Pax.
Jean Deffaugt, le Maire d’Annemasse, parvient à les visiter et à obtenir la libération des enfants placés sous sa responsabilité personnelle dans un home d’enfants de la région.
Il propose à Mila un plan d’évasion. Elle refuse, sachant que les enfants, ou Deffaugt, ou le personnel de l’hôpital où il veut la faire entrer, devront payer pour elle.
Mila et Roland sont transférés à la prison Montluc, à Lyon. De là, Roland sera envoyé à Drancy, puis déporté à Buchenwald. il survivra.
Mila, soutient qu’elle n’est pas juive. Elle est envoyée à Compiègne, déportée à Ravensbruck, puis à Mauthausen. Elle meurt lors d’un raid aérien des Alliés, le 22 mars 1945, sur son lieu de travail, près du camp.

### Rosette Wolczak (octobre 1943)
Rosette Wolczak passe la frontière de Suisse en France, au Moulin de la Grave, avec trois autres réfugiés. Elle est arrêtée le 19 octobre 1943 et envoyée par les gardes-frontières allemands à l’hôtel Pax. De là elle est transférée au camp de Drancy, où elle arrive le 26 octobre 1943. Elle y reçoit le numéro de matricule 7114.
Elle est déportée à Auschwitz dans le convoi n° 62 du 20 novembre 1943. Après l'appel qui rassemble les déportées à six heures et demie, le convoi quitte la gare de Bobigny à 11 heures 50. Il emporte 1 200 personnes, dont 640 hommes, 560 femmes et 164 enfants de moins de dix-huit ans. Rosette est dans le même convoi que Nicole Alexandre, dont Françoise Verny célèbre la mémoire dans Serons-nous vivantes le 2 janvier 1950 ?. Dix-neuf jeunes juifs arrivent à s'échapper de ce convoi en sautant du train, dont le futur conseiller d'état Jean Cahen-Salvador.
Rosette Wolczak parvient le 23 novembre à Auschwitz. D'après les témoignages des déportées, les vieillards et enfants de moins de seize ans sont en général conduits directement dans les chambres à gaz car ils ne sont pas considérés comme aptes à travailler. Rosette meurt gazée ce 23 novembre 1943.

### Jean Rosay (février 1944)
Jean Rosay est arrêté dans la nuit du 10 février 1944 au 11 février 1944, à deux heures du matin, comme passeur à l'étranger de réfractaires, de juifs, de résistants et autres terroristes selon les autorités allemandes. Il passe en effet des agents anglais, parachutistes et aviateurs abattus au-dessus de la France, et parmi les quelques personnalités croisées : le colonel Verduraz ; Jean-Marie Soutou, futur ambassadeur et l'un des fondateurs de Témoignage chrétien ; Xavier de Gaulle. Dans cette affaire sont arrêtés également deux agriculteurs du village, Joseph Lançon, déjà pris en 1943 puis relâché, vivant depuis dans la clandestinité, et François Perillat, originaire de la Tuillière, un hameau de Veigy-Foncenex, ils mourront tous deux à Hersbruck.
Jean Rosay est emmené à l'hôtel Pax. La Gestapo vient de démanteler un des plus gros réseaux de passage en Suisse.
Jean Rosay avoue tout, craignant que les Allemands ne retournent au presbytère, ce qu'il ne feront pas, tenant le chef du réseau.
Il est transféré à Compiègne le 12 mars, et part en déportation à Auschwitz le 27 avril 1944. Évacué à Birkenau en décembre 1944, Gross-Rosen le 18 janvier 1945, où il est le dernier prêtre retrouvé sur place, et Nordhausen le 20 février 1945, pour finir, il arrive exténué au mouroir de Bergen-Belsen sous le matricule « 186.350 », après avoir fait les voyages dans des wagons à charbon découverts par un froid glacial sous la pluie et la neige.

Partis six mille, ils n'arrivent que deux mille. C'est ici qu'il meurt entre le 10 et le 15 avril 1945, quelques jours avant la libération du camp par les Anglais.

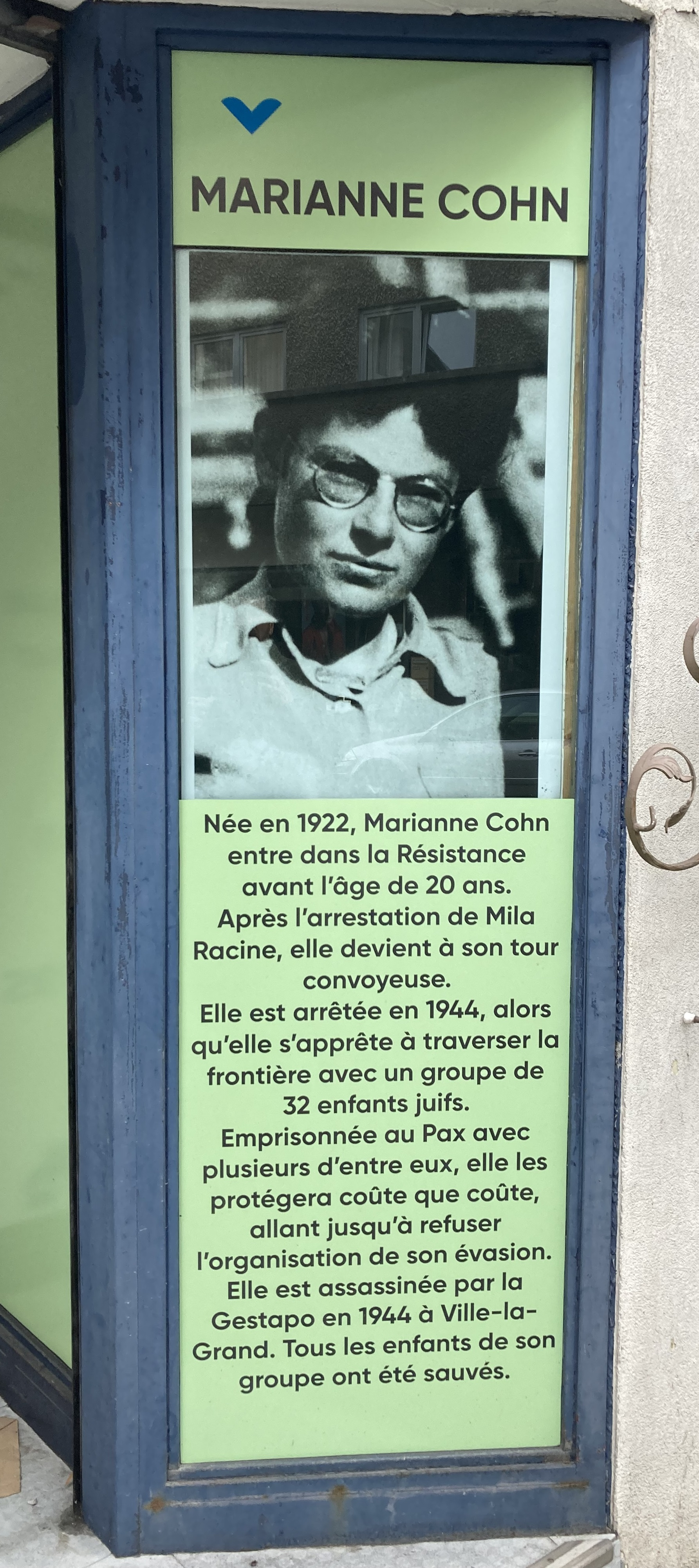
Biographie de Marianne Cohn sur la façade de la future Maison des Mémoires d'Annemasse.

### Marianne Cohn (mai 1944)
Après l’arrestation de Mila Racine et de Roland Epstein, Marianne Cohn, âgée de 21 ans, passe à la Sixième et prend la relève avec Rolande Birgy, militante de la JOC (Jeunesse ouvrière chrétienne), reconnue en 1984 comme Juste parmi les nations.
Le 31 mai 1944, Marianne prend en charge un groupe de 28 enfants. À 200 mètres de la frontière, ils sont arrêtés par une patrouille allemande avec des chiens, emmenés à l'hôtel Pax à Annemasse.
De nouveau, Jean Deffaugt intervient et parvient à libérer 17 enfants. Il propose à Marianne Cohn un plan d’évasion, mais elle refuse pour ne pas compromettre le sort des enfants qui lui sont confiés. Tous les jours, Marianne est interrogée par la Gestapo et atrocement torturée, mais elle ne parle pas.
Début juillet 1944, elle est emmenée par des agents de la Gestapo, avec cinq autres résistants, à Ville-la-Grand, près d’Annemasse, dans un lieu isolé. Elle est sauvagement assassinée, à coup de bottes et de bêches,.

## Jean Deffaugt, maire d'Annemasse (1942-1947)
Jean Deffaugt est maire d'Annemasse à partir de 1942. Il obtient le 31 mai 1944 la libération de 17 enfants juifs emprisonnés à l'hôtel Pax transformé en prison par la Gestapo, arrêtés alors qu’ils tentaient de passer la frontière avec des camarades plus âgés et une jeune convoyeuse clandestine, membre des réseaux juifs, Marianne Cohn. Il entre en contact avec Mila Racine pour ébaucher un plan d'évasion plus large, qui sera abandonné. Après la Libération, il demeure maire jusqu'en 1947.
Depuis 1965, il figure dans la liste des Justes de France.
Une place d'Annemasse porte son nom.

## Enfants survivants de l'hôtel Pax
- Hélène Stein. Elle a 13 ans en juin 1944, lorsqu'elle fait partie du groupe conduit par Marianne Cohn[28],[29].